# La Petite Nemo et le Monde des rêves
Pour plus de détails, voir Fiche technique et Distribution.
La Petite Nemo et le Monde des rêves (Slumberland) est un film américain réalisé par Francis Lawrence et sorti en 2022 sur Netflix. Il s'agit d'une adaptation de la bande dessinée américaine Little Nemo in Slumberland (1905-1914) de Winsor McCay.

## Synopsis
Après la mort de son père, avec lequel elle vécut dans un phare sur une ile, une jeune fille nommée Nemo, vivant chez son oncle paternel, découvre une carte secrète menant au monde des rêves de Slumberland.
Avec l'aide d'un hors-la-loi plutôt excentrique, Flip, elle va traverser les rêves et fuir les cauchemars pour retrouver son père décédé tout en essayant d'échapper à l'agente Green du Bureau des activités subconscientes.

## Fiche technique
Sauf indication contraire, les informations mentionnées dans cette section peuvent être confirmées par la base de données cinématographiques IMDb,  présente dans la section « Liens externes ».
- Titre : La Petite Nemo et le Monde des rêves
- Titre original : Slumberland
- Réalisation : Francis Lawrence
- Scénario : David Guion et Michael Handelman, d'après la bande dessinée Little Nemo in Slumberland de Winsor McCay
- Musique : Pinar Toprak
- Direction artistique : Tom Reta
- Décors : Dominic Watkins
- Costumes :Trish Summerville
- Photographie : Jo Willems
- Montage : Mark Yoshikawa
- Production : David Ready
  - Production déléguée : Ray Angelic
- Effets spéciaux : Double Negative, Framestore et Outpost VFX
- Société de production : Chernin Entertainment
- Société de distribution : Netflix
- Pays de production :  États-Unis
- Langue originale : anglais
- Format : couleur - 2,00:1 - Dolby Digital / Dolby Atmos
- Genre : aventures, fantasy, comédie
- Durée : 117 minutes
- Dates de sortie[2] :
  - États-Unis et Royaume-Uni : 11 novembre 2022 (sortie limitée)
  - Monde : 18 novembre 2022 (sur Netflix)

## Distribution
- Jason Momoa (VF : Xavier Fagnon) : Flip
- Marlow Barkley (VF : Victoire Pauwels) : Nemo
- Chris O'Dowd (VF : Éric Aubrahn) : Philip
- Kyle Chandler (VF : Emmanuel Curtil) : Peter
- Weruche Opia (VF : Déborah Claude) : agent Green
- India de Beaufort (VF : Delphine Braillon) : Ms. Arya
- Chris D'Silva (VF : Aloïs Le Labourier-Tiêu) : Jamal
- Yanna McIntosh (VF : Virginie Emane) : Carla
- Izaak Smith (VF : Marc Arnaud) : Canadian Guy

## Production

### Genèse et développement
En mars 2020, Jason Momoa est annoncé dans une adaptation en prise de vues réelles de la bande dessinée Little Nemo in Slumberland de Winsor McCay réalisée par Francis Lawrence et développée par Netflix. Le tournage doit alors débuter à l'été 2020. Cependant, il est repoussé en raison de la pandémie de Covid-19.
En octobre 2020, Kyle Chandler rejoint la distribution alors que Chris O'Dowd et Marlow Barkley avaient déjà été confirmés. En février 2021, Weruche Opia et India de Beaufort sont engagées.

### Tournage
Le tournage  débute en février 2021 à Toronto et s'achève le 19 mai 2021,,.